# Rhorus alpinator
Rhorus alpinator là một loài tò vò trong họ Ichneumonidae.